# Stolany
Stolany är en ort i Tjeckien.   Den ligger i regionen Pardubice, i den centrala delen av landet, 100 km öster om huvudstaden Prag. Stolany ligger 283 meter över havet och antalet invånare är 358.
Terrängen runt Stolany är platt åt nordost, men åt sydväst är den kuperad. Runt Stolany är det ganska glesbefolkat, med 25 invånare per kvadratkilometer. Närmaste större samhälle är Pardubice, 12,7 km norr om Stolany. Omgivningarna runt Stolany är en mosaik av jordbruksmark och naturlig växtlighet.